# Contea di Albert
La contea di Albert è una contea del Nuovo Brunswick, Canada di 28 846 abitanti, che ha come capoluogo Hopewell Cape.

## Comunità
| Statuto  | Nome                       | Pop 2006 | Pop 1996 | Evoluzione |
| -------- | -------------------------- | -------- | -------- | ---------- |
| Città    | Riverview                  | 17 832   | 16 684   | +6,9%      |
| Villaggi | Hillsborough               | 1 292    | 1 272    | +1,6%      |
|          | Riverside-Albert           | 320      | 415      | -22,9%     |
|          | Alma                       | 301      | 312      | -3,5%      |
| DSL      | Coverdale                  | 4 144    | 3 948    | +5,0%      |
|          | Parrocchia di Hillsborough | 1 473    | 1 532    | -3,9%      |
|          | Parrocchia di Elgin        | 973      | 1 027    | -5,3%      |
|          | Hopewell                   | 798      | 812      | -1,7%      |
|          | Harvey                     | 424      | 482      | -12,0%     |
|          | Elgin                      | 78       | 220      | -64,5%     |
|          | Parrocchia di Alma         | 5        | 8        | -37,5%     |

## Parrocchie
La contea è suddivisa in parrocchie civili: Alma, Coverdale, Elgin, Harvey, Hillsborough, Hopewell. Le municipalità ricoprono i territori di tali parrocchie.